# 1967-es magyar asztalitenisz-bajnokság
Az 1967-es magyar asztalitenisz-bajnokság az ötvenedik magyar bajnokság volt. A bajnokságot március 10. és 12. között rendezték meg Budapesten, a Nemzeti Sportcsarnokban.

## Eredmények
| Versenyszám  | Arany                                                                  | Arany | Ezüst                                                          | Ezüst | Bronz | Bronz |
| ------------ | ---------------------------------------------------------------------- | ----- | -------------------------------------------------------------- | ----- | --- | ----- |
| Férfi egyéni | Rózsás Péter BVSC                                                      |       | Papp József Aknamélyítő Bányász                                |       | Börzsei János Bp. Gumiipari SCPigniczki László Bp. Spartacus                                                                  |       |
| Női egyéni   | Kóczián Éva Bp. Vörös Meteor                                           |       | Papp Angéla Statisztika Petőfi SC                              |       | Poór Éva Ferencvárosi TCLukács Attiláné 31. sz. Építők                                                                        |       |
| Férfi páros  | Berczik Zoltán, Jónyer István BVSC, Diósgyőri VTK                      |       | Pigniczki László, Faházi János Bp. Spartacus, Bp. Vörös Meteor |       | Rózsás Péter, Papp József BVSC, Aknamélyítő BányászBeleznay Mátyás, Börzsei János VM Közért, Bp. Gumiipari SC                 |       |
| Női páros    | Lukács Attiláné, Kisházi Beatrix 31. sz. Építők, Statisztika Petőfi SC |       | Harkányi Ágnes, Csőke Gabriella Bp. Helyiipari SC, Bp. Postás  |       | Maklári Emőke, Petrányi Zsuzsa Ferencvárosi TCKóczián Éva, Jurikné Heirits Erzsébet Bp. Vörös Meteor, Ferencvárosi TC         |       |
| Vegyes páros | Rózsás Péter, Lukács Attiláné BVSC, 31. sz. Építők                     |       | Pigniczki László, Rózsás Péterné Bp. Spartacus, 31. sz. Építők |       | Harangi Sándor, Zacher Gizella Bp. Vörös Meteor, Ferencvárosi TCFaházi János, Maklári Emőke Bp. Vörös Meteor, Ferencvárosi TC |       |